# Unterseeboot 132 (1941)
Pour les articles homonymes, voir Unterseeboot 132.
Le Unterseeboot 132 ou U-132 est un U-Boot (sous-marin) allemand de type VII.C utilisé par la Kriegsmarine pendant la Seconde Guerre mondiale.

## Historique
Mis en service le 29 mai 1941, l'U-132 reçoit sa formation à Kiel en Allemagne au sein de la 3. Unterseebootsflottille jusqu'au 31 août 1941, puis il est affecté dans une formation de combat à La Pallice en France, toujours dans la 3. Unterseebootsflottille
L'U-132 réalise sa première patrouille, quittant le port de Trondheim le 7 septembre 1941 sous les ordres du Kapitänleutnant Ernst Vogelsang et rejoint Kirkenes le 21 octobre 1941, après 45 jours de mer et un succès de deux navires marchands coulés pour un total de 4 095 tonneaux.
L'Unterseeboot 132 a effectué quatre patrouilles dans lesquelles il a coulé huit navires marchands pour un total de 32 964 tonneaux, un navire de guerre de 2 216 tonnes et endommagé un navire marchand de 6 690 tonneaux et un autre totalement irrécupérable de 4 367 tonneaux sur un total de 168 jours en mer.
L'U-132 quitte la base sous-marine de La Pallice le 6 octobre 1942 toujours sous les ordres du Kapitänleutnant Ernst Vogelsang. 

Après 30 jours en mer et un palmarès de deux navires marchands pour un total de 11 886 tonneaux et un navire marchand endommagé de 6 690 tonneaux, le 6 juillet 1942, à 6 heures 50, l'U-132 est contraint de plonger par le NCSM Drummondville peu de temps après le torpillage du Dinaric du convoi QS-15 dans la Voie maritime du Saint-Laurent au Québec. L'U-132 a des difficultés de plongée à cause des couches d'eau dans la rivière et a été endommagé par des charges sous-marines lancées par le dragueur de mines après une tentative d'éperonnage, mais il s'en échappe après 11 heures, avec des pompes de ballast endommagées et une fuite de 4 m3 de carburant.
L’U-132 quitta La Pallice pour la dernière fois le 6 octobre 1942. Opérant au sud-est du cap Farewell, celui-ci est affecté à la meute de loup Veilchen le 20 novembre. Le groupe est responsable du naufrage de huit navires marchands de 43 935 tonneaux de jauge brute et en endommage de deux autres pour 12 955 tonneaux de jauge brute lors de la bataille du convoi SC-107.
Ernst Vogelsang était un capitaine prometteur, il coule un total de 9 navires et en endommage un autre en seulement 5 mois. Il a disparu avec ses 46 membres d'équipage le 4 novembre 1942 vers 0 h 20 dans l’Atlantique Nord lors de son attaque contre le convoi SC-107, au sud-est du cap Farvel à la position 55° 38′ N, 39° 52′ O.
En effet, les corvettes NCSM Algoma et NCSM Moosejaw lancent des contre-attaques infructueuses avant que l’U-132 ne torpille le cargo néerlandais SS Hobbema et les cargos britanniques Empire Lynx et Hatimura à 23 h 10. 
En revanche, l’ensemble du convoi et les sous-marins allemands à proximité ont été secoués trente minutes plus tard par une forte explosion considérée comme l’une des plus importantes avant les essais de bombe atomique. L’ampleur de l’explosion a temporairement arrêté le moteur d'un remorqueur de sauvetage à près de 10 kilomètres  à l’arrière du convoi et a fait croire à plusieurs navires qu’ils avaient été torpillés. Certains navires comme le Titus sont abandonnés avant que leurs capitaines ne se rendent compte qu’ils sont indemnes.
Les U-boot immergés à une profondeur de 200 pieds ont signalé avoir été gravement secoués, et l’U-132 aurait été détruit lors de la détonation. La cause de l’explosion reste indéterminée, mais on suppose que la cargaison de munitions du Hobbema ou du Hatimura a explosé pendant l'attaque. 

## Affectation
- 3. Unterseebootsflottille du 29 mai au 31 août 1941 (entrainement)
- 3. Unterseebootsflottille du 1er septembre 1941 au 4 novembre 1942 (service actif)

## Commandement
- Kapitänleutnant Ernst Vogelsang du 29 mai 1941 au 4 novembre 1942.

## Patrouilles
|       | Commandant             | Départ           | Départ     | Arrivée         | Arrivée    | Jours     | Succès   |
| ----- | ---------------------- | ---------------- | ---------- | --------------- | ---------- | --------- | -------- |
| 1     | Kptlt. Ernst Vogelsang | 7 septembre 1941 | Trondheim  | 21 octobre 1941 | Kirkenes   | 45 jours  | 4 095    |
|       | Kptlt. Ernst Vogelsang | 25 octobre 1941  | Kirkenes   | 30 octobre 1941 | La Pallice | 6 jours   |          |
| 2     | Kptlt. Ernst Vogelsang | 15 janvier 1942  | Trondheim  | 8 février 1942  | La Pallice | 25 jours  | 2 216    |
| 3     | Kptlt. Ernst Vogelsang | 10 juin 1942     | La Pallice | 16 août 1942    | La Pallice | 68 jours  | 21 350   |
| 4     | Kptlt. Ernst Vogelsang | 6 octobre 1942   | La Pallice | 4 novembre 1942 | Coulé      | 30 jours  | 18 576   |
| Total | Total                  | Total            | Total      | Total           | Total      | 168 jours | 46 237 t |

Note : Kptlt. = Kapitänleutnant

### Opérations Wolfpack
L'U-132 a opéré avec les Wolfpacks (meute de loups) durant sa carrière opérationnelle:
1. Endrass (12 juin 1942 - 17 juin 1942)
2. Panther (13 octobre 1942 - 19 octobre 1942)
3. Veilchen (20 octobre 1942 - 3 novembre 1942)

## Navires coulés
L'Unterseeboot 132 a coulé huit navires marchands pour un total de 32 964 tonneaux, un navire de guerre de 2 216 tonnes et endommagé un navire marchand de 6 690 tonneaux et un autre totalement irrécupérable de 4 367 tonneaux au cours de ses quatre patrouilles (168 jours en mer).
| Date            | Nom du navire                 | Nationalité      | Tonnage | Fait                      | Position             | Décès   |
| --------------- | ----------------------------- | ---------------- | ------- | ------------------------- | -------------------- | ------- |
| 18 octobre 1941 | Argun                         | Union soviétique | 3 487   | Coulé                     | 67° 41′ N, 41° 03′ E | Inconnu |
| 18 octobre 1941 | RT-8 Seld                     | Union soviétique | 608     | Coulé                     | 67° 03′ N, 41° 11′ E | Inconnu |
| 29 janvier 1942 | USCGC Alexander Hamilton (en) | USA              | 2 216   | Coulé                     | 64° 10′ N, 22° 56′ O | 32      |
| 6 juillet 1942  | Anastassios Pateras           | Grèce            | 3 382   | Coulé                     | 49° 30′ N, 66° 30′ O | 3       |
| 6 juillet 1942  | Dinaric                       | Grande-Bretagne  | 2 555   | Coulé                     | 49° 30′ N, 66° 30′ O | 4       |
| 6 juillet 1942  | Hainaut                       | Belgique         | 4 312   | Coulé                     | 49° 13′ N, 66° 49′ O | 1       |
| 20 juillet 1942 | Frederika Lensen              | Grande-Bretagne  | 4 367   | Endommagé - Irrécupérable | 49° 22′ N, 65° 12′ O | 4       |
| 30 juillet 1942 | Pacific Pioneer               | Grande-Bretagne  | 6 734   | Coulé                     | 43° 30′ N, 60° 35′ O | 0       |
| 4 novembre 1942 | Empire Lynx                   | Grande-Bretagne  | 6 379   | Coulé                     | 55° 20′ N, 40° 01′ O | 0       |
| 4 novembre 1942 | Hatimura                      | Grande-Bretagne  | 6 690   | Endommagé                 | 55° 30′ N, 40° 00′ O | 28      |
| 4 novembre 1942 | Hobbema                       | Pays-Bas         | 5 507   | Coulé                     | 55° 28′ N, 39° 52′ O | 4       |